# Cristóbal Magallanes Jara

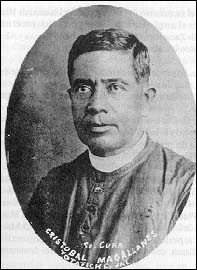
Christophorus Magallanes Jara

Christophorus Magallanes Jara (Totatiche, Jalisco, Mexico, 30 juli 1869 – Colotlán, Jalisco, Mexico, 25 mei 1927) was een Mexicaanse priester en martelaar die door de Rooms-Katholieke Kerk wordt herdacht op 21 mei. Hij is een van de heiligen die zijn omgebracht tijdens de vervolgingen van de Katholieke Kerk in Mexico in de jaren 1920.
Magallanes werd geboren in Totatiche, Jalisco, Mexico. Hij groeide op in een arme familie en werkte als boer voordat hij besloot om priester te worden. Hij volgde zijn opleiding aan het seminarie van Guadalajara en werd op 17 september 1899 tot priester gewijd. Als priester keerde hij terug naar zijn geboortedorp, waar hij zich inzette voor de evangelisatie van de inheemse Huichol-bevolking en de oprichting van scholen en catecheseprogramma's.
Tijdens de Cristero-oorlog, een gewapende opstand van katholieke rebellen tegen de antikerkelijke maatregelen van de Mexicaanse regering, werd Magallanes een doelwit vanwege zijn openlijke verzet tegen de onderdrukking van de kerk. Hij werd op 21 mei 1927 gearresteerd terwijl hij op weg was om een mis op te dragen. Hij werd valselijk beschuldigd van betrokkenheid bij het Cristero-leger en zonder proces geëxecuteerd op 25 mei 1927. Zijn laatste woorden waren: "Ik sterf onschuldig en vergeef degenen die mij doden. Ik bid dat mijn bloed het einde van de godsdienstvervolging zal markeren."
Paus Johannes Paulus II verklaarde Christophorus Magallanes op 21 mei 2000 heilig, samen met 24 andere martelaren van de Cristero-oorlog. Ze worden gezamenlijk herdacht als de Martelaren van Mexico. Hun leven en dood getuigen van hun onwrikbare geloof en hun bereidheid om te sterven voor hun overtuigingen.